# Batman Begins (videogioco)
Batman Begins è un videogioco sviluppato da Eurocom, basato sul supereroe dei fumetti della DC Comics Batman e adattamento videoludico del film omonimo diretto da Christopher Nolan. Batman Begins è stato pubblicato il 14 giugno 2005 in Nord America e il 17 in Europa per le piattaforme PlayStation 2, Xbox, Nintendo GameCube, e Game Boy Advance.

## Trama
La trama è aderente a quella del film, inserendovi però diverse estensioni per allungare la longevità complessiva del titolo e modificandone alcune parti, alternando dei filmati originali della pellicola.
La storia inizia di notte nel malfamato quartiere dei Narrows, a Gotham City, dove Batman ferma dei criminali impegnati a cancellare delle prove legate al Dr. Jonathan Crane. In seguito si torna al passato, in Himalaya, quando Bruce Wayne si allenava con la Setta delle Ombre per conquistare i mezzi necessari a combattere il crimine, e poi di nuovo a Gotham, nel presente, dove il neo-vigilante si ritroverà ad affrontare il boss Carmine Falcone, la polizia corrotta, Crane - divenuto il supercriminale Spaventapasseri - e un nuovo nemico sconosciuto di cui nessuno sa davvero nulla.

## Modalità di gioco
Gli sviluppatori hanno impostato l'esperienza di gioco sul genere dei titoli stealth, con sessione di infiltrazione in ambiente nemico e soppressione degli avversari in maniera silenziosa. Tale eliminazione silente sarà attuabile con il supporto di alcuni gadget hi-tech. Molti elementi dello scenario sono interattivi e possono anch'essi fornire il loro apporto alla neutralizzazione dei criminali. Batman, inoltre, è dotato di una barra che calcola la reputazione: più la reputazione è alta, più i nemici, quando saranno in scontro diretto con voi, saranno impauriti e resi deboli da ciò. Sono inoltre presenti alcuni livelli in cui bisognerà usare la Tumbler.

## Personaggi

### Eroi e alleati
- Bruce Wayne/Batman: un miliardario che decide di vendicare l'assassinio dei suoi genitori combattendo il crimine. Dopo aver girato per il mondo, prima si ritira sulle montagne dove riceve un addestramento dalla Setta delle Ombre, dopodiché farà ritorno a Gotham City, assumendo l'identità del vigilante Batman. Doppiatore: Christian Bale (inglese), Claudio Santamaria (italiano).
- Alfred Pennyworth: il maggiordomo di Villa Wayne, nonché padre adottivo e alleato di Bruce. È di supporto al Cavaliere Oscuro tramite comunicazione radio. Doppiatore: Michael Caine (inglese), Dario Penne (italiano).
- James Gordon: il commissario della polizia di Gotham. Al contrario di tutti gli altri poliziotti, si dimostrerà l'unico fiducioso dell'attività di Batman nel combattere il crimine. Doppiatore: Fred Tatasciore (inglese), Riccardo Rovatti (italiano).
- Lucius Fox: un inventore che crea e fornisce l'equipaggiamento a Batman. Doppiatore: Morgan Freeman (inglese), Renato Mori (italiano).

### Nemici
- Henri Ducard/Ra's al Ghul: mentore di Bruce Wayne. Diversi anni dopo essere stato salvato da Bruce da un incendio nel tempio della Setta delle Ombre, si recherà a Gotham City e si rivelerà a Bruce come il vero Ra's al Ghul, e tenterà di portare avanti il progetto a cui il giovane si oppose: distruggere Gotham perché ormai in preda ad una criminalità che, secondo lui, nessuno può fermare. Doppiatore: Liam Neeson (inglese), Alessandro Rossi (italiano).
- Jonathan Crane/lo Spaventapasseri: uno psichiatra del manicomio di Arkham che utilizza una maschera e una tossina allucinogena per spaventare i suoi pazienti. Lavora segretamente per Ra's al Ghul, infatti sarà lui a fornirgli la materia prima per il suo gas per mettere in ginocchio la città. Doppiatore: Cillian Murphy (inglese), Simone D'Andrea (italiano).
- Victor Zsasz: un celebre internato del manicomio, sadico e pericoloso. Doppiatore: Tim Booth (inglese), Claudio Moneta (italiano).

### Altri nemici
- Tirapiedi dello Spaventapasseri: criminali che lavorano per Crane, alcuni dotati di armi da fuoco.
- Tirapiedi di Carmine Falcone: criminali che lavorano per Falcone, alcuni dotati di armi da fuoco.
- Ninja: membri della Setta delle Ombre, alcuni dotati di armi da fuoco.
- Internati: internati del manicomio di Arkham mentalmente instabili, attaccano qualsiasi cosa si muova.

### Altri personaggi
- Rachel Dawes: amica di infanzia di Bruce e membro della procura distrettuale di Gotham. Verrà rapita dallo Spaventapasseri, poiché verrà a conoscenza del vero operato di Crane, e in seguito subirà un attacco da parte di Zsasz. In entrambi i casi Batman accorrerà in suo aiuto. Doppiatrice: Katie Holmes (inglese), Ilaria Latini (italiano).
- Carmine Falcone: il boss della mafia di Gotham. Verrà catturato da Batman al porto. Doppiatore: Tom Wilkinson (inglese), Antonio Paiola (italiano).
- Arnold Flass: ispettore della polizia di Gotham, meschino e corrotto. Batman lo interrogherà per sapere cosa succede nei Narrows. Doppiatore: Mark Boone Junior (inglese).
- Ra's al Ghul: il predecessore di Henri Ducard. Morirà in uno scontro tra lui e Wayne nel suo tempio. Doppiatore: Ken Watanabe (inglese), Luca Sandri (italiano).
- Assassino: un uomo catturato da Ra's al Ghul, per aver commesso furto e omicidio. Bruce lo libererà poiché si rifiuterà di giustiziarlo, e quest'ultimo lo aiuterà a scappare dal tempio in fiamme.
- Consigliere: il consigliere di Carmine Falcone, che soffre di claustrofobia. Batman sfrutterà questo suo punto debole per farsi rivelare le attività di Falcone.

## Accoglienza
Sono state criticate da alcuni recensori l'eccessiva linearità dei livelli di gioco, la poca reattività dei nemici, la poca rigiocabilità e la telecamera di gioco; sono stati invece apprezzati il comparto sonoro, quello grafico e i contenuti extra.

## Differenze tra videogioco e film
- Nel film Victor Zsasz appare solo tre volte senza mai parlare. Nel videogioco, invece, viene data più caratterizzazione al personaggio.
- Nel film Batman indaga nei Narrows sui traffici di Crane e questi, a tradimento, lo spruzza con la tossina e, approfittando del suo stato alterato, gli butta addosso dell'alcol e gli dà fuoco, costringendolo a buttarsi da una finestra per spegnere le fiamme sotto la pioggia e salvarsi la vita. Nel gioco Batman irrompe nel manicomio di Arkham sconfiggendo alcuni criminali e si incendia involontariamente il costume quando rimane coinvolto in un incendio causato da un'esplosione accidentale; mentre cerca Crane nella struttura, il dottore gli spruzza sempre la tossina cogliendolo di sorpresa e Batman, tentando di prenderlo, si lancia in fiamme contro una finestra perché convinto di vedere Crane, che in realtà era una visione che scompare subito dopo, facendolo cadere di sotto.
- Nel videogioco il detective Flass interroga Zsasz, mentre nel film questo non avviene. Sempre nella stessa scena, Batman interroga Flass minacciando di lasciarlo nelle mani di Zsasz, mentre nel film lo sorprende in un vicolo da solo.
- Nel film Crane fugge dopo essere stato colpito da Rachel con il suo taser, ma rimane comunque a piede libero. Nel videogioco, invece, sembra suicidarsi accidentalmente gettandosi nel fiume di Gotham, in preda alle allucinazioni causate dalla sua stessa tossina dopo che Batman ne aveva fatto esplodere alcuni contenitori.
- Nel film Gordon è il sergente della polizia di Gotham. Nel videogioco, invece, è già commissario e appare più anziano rispetto alla controparte cinematografica.
- Nel film Batman mette KO i membri della guardia di Falcone al porto e poi cattura il boss tirandolo fuori dal tettuccio della sua auto. Nel gioco, il vigilante si fa strada fino al molo per poi usare la calamita gigante di una gru per sollevare la macchina di Falcone con lui dentro, ed allontanarlo dagli altri membri ancora presenti ed armati.
- Nel film Gordon prende il comando della Tumbler per usare le sue armi al fine di distruggere i binari della monorotaia. Nel videogioco, invece, Batman ordina ad Alfred di far esplodere l'auto parcheggiata sempre vicino ai binari: l'idea fu pensata originariamente per il finale del film, ma poi venne scartata dagli sceneggiatori.
- Nel finale del film, Gordon avverte Batman di un nuovo criminale che lascia una carta da gioco come "biglietto da visita", facendo un chiaro rimando a Joker. Nel videogioco la storia si conclude con la distruzione della monorotaia.